# Castillo de Olost
El castillo de Olost está situado en una hondonada, por tanto en una situación poco estratégica, junto a la riera de Olost y al sur del pueblo de Olost y muy cerca de su núcleo principal, aunque pertenece al municipio de Oristá. El castillo surgió el siglo XI después de la desaparición del castillo de Oristá. Empezó siendo solo una torre de vigilancia de planta rectangular. Más adelante, se convirtió en un castillo, si bien no fue nunca una fortaleza de defensa sino más bien una residencia señorial aglutinadora de posesiones feudales. Del edificio antiguo, se conserva actualmente la torre y la capilla gótica.

## Historia del conjunto
Las primeras noticias del término son del 908, en un documento de venta de tierras en la demarcación de la iglesia de Santa María de Olost, dentro del término del castillo de Oristá. Desde el 972 se perfila una parte del término, al norte de la población, como perteneciente al territorio de Olost y no incluida en el término del castillo de Oristá, y entre el 977 y el 1051 son citadas varias sufragáneas sometidas a la iglesia de Santa María de Olost, fuera también de la demarcación de Oristá.
Hacia el 1050 el término de Oristá se dividió en dos castillos de nueva creación: el de Tornamira y el de Olost. A partir del 1059 comienza la línea de los señores de Olost, conocida desde Ramon Guifré de Olost (1059-76), que fue señor del castillo de Olost y una buena parte de su antiguo término parroquial. «Raimundus Guifred de Olost» es, en noviembre de 1076, albacea del conde de Barcelona Ramón Berenguer I, en el año 1117, hace testamento Bernat Guillem de Olost que deja el castillo a Guillem de la Guardia. El 1168, Ramón de Olost, deja dicho que la entierren en el monasterio del Estany. En 1196, Arnau Pere de Gurb, esposa e hijos, señores de Olost, dan permiso al veguer de Olost para poner sus bienes bajo la protección de la Orden del Temple.
En 1235 Beatriz de Olost prestó homenaje feudal al obispo de Vich Bernardo Calbó y en 1241 dictó testamento dejando 2.500 sueldos que ella tenía sobre el castillo de Olost. Uno de sus albaceas fue Guillem de Vilagranada. En 1264, testó Ermesenda, señora del castillo de Olost, casada con Guillermo de Peguera, haciendo heredero universal al hijo Ramón. El 1290, Guillem de Peguera, hijo de Ramón, retiene homenaje de fidelidad al obispo de Vich, por diezmo de Olost y otros feudos, el prelado le dio la investidura de los feudos. El rey Pedro IV de Aragón vendió, en el año 1353, el lugar de Tornamira a Ramón Peguera, señor de Olost y el año 1400 Guillem de Olost era subveguería del Bergadá.
En el tiempo de la lucha de la Generalitat contra el rey Juan II, los remensas se refugiaron en el castillo de Olost, el castillo de Torelló y el de Caserras. En la capitulación de Vich hecha a Juan II, el año de la finalización de la guerra (1472), se indica que el castillo de Olost había sido destruido durante el período bélico. Se reconstruyó posteriormente.
En el siglo XVII, «Aulost» figura como propiedad «del Rey», en la subveguería de Llusanés de la veguería de Manresa. Un documento del 1620 da fe de la destrucción del castillo de Olost y del inicio de obras de restauración hasta llegar a la actualidad en que es propiedad del urólogo doctor Antoni Puigvert.

## Leyendas: La espada de constelación
La espada de constelación o de virtud, ha sido forjada cuando la posición de los astros en el cielo, era la más favorable para el metal, y fue bautizada con ungüentos mágicos.
Un párrafo interesante del testamento de Beatriz de Olost, se refiere a una espada de constelación; la testadora manda que «la espada esté guardada en el castillo, excepto en caso de necesidad, cuando Guillem de Vilagranada o quienes le sucedan pueden sacar y llevar la espada donde quieran, pero habiendo la de volver al castillo así que cese la necesidad». Beatriz prohíbe que «espada tal sea vendida o enajenada». Dice Carreras y Candi que es todo lo que conocemos de la única espada señorial, perteneciente al tiempo de Jaime el Conquistador de que tenemos alguna nueva.

## El edificio
Después de la reconstrucción posterior a la guerra de los remensas, el castillo ha mantenido la misma estructura pero se han añadido dos granjas pegadas en el mismo edificio. A lo largo del siglo XX ha sufrido diversas reformas arquitectónicas. Es un edificio de planta rectangular simple, tiene dos torres, parece que la verdadera torre del homenaje es la más antigua, la que se conserva abajo cerca de la muralla.